# Willie Adcock
William „Willie“ Adcock (* 1. Quartal 1879 in Beighton oder Cudworth; † unbekannt) war ein englischer Fußballspieler.

## Karriere
Willie Adcock kam in der Saisonpause des Jahres 1900 vom lokalen Klub Ecclesfield FC zum FC Barnsley in die Football League Second Division. Dort gab er am 6. Oktober gegen Stockport County als Ersatz für den zu Chesterfield Town gewechselten Percy Turner sein Debüt, es folgte allerdings nur noch ein weiterer Einsatz im selben Monat gegen Gainsborough Trinity, bevor er nur noch zu Auftritten für das Reserveteam kam. Im Dezember 1903 erbat er erfolgreich beim Komitee der Football League um einen ablösefreien Transfer und schloss sich in der Folge Grimsby Town an, für deren erste Mannschaft er aber nicht in Erscheinung trat.